# Primavera indiana

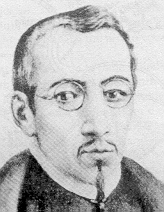
Don Carlos de Sigüenza y Góngora, autor de la Primavera indiana.

La Primavera indiana es un poema sacro-histórico de largo alcance, es decir extenso, que fue escrito aproximadamente entre enero y julio de 1662 por el letrado, científico, matemático filósofo y cronista novohispano perteneciente a la corte, coetáneo y amigo de sor Juana Inés de la Cruz, don Carlos de Sigüenza y Góngora. De acuerdo con Tadeo P. Stein, investigador que se encargó de la edición crítica más moderna de esta obra, la Primavera "es el primer poema más o menos extenso que se publicó en el periodo Colonial sobre la Virgen de Guadalupe de México."

## Historia del poema
Fue escrito aproximadamente en 1662, cuando el poeta novohispano criollo tenía tan sólo 17 años de edad, Tadeo Stein considera que lo escribió como parte de los ejercicios que la Compañía de Jesús, a la cual don Sigüenza y Góngora pertenecía, les hacía realizar a sus pupilos desde temprana edad; sin embargo fue publicado hasta 1668 en México en las prensas de la viuda de Calderón. Posteriormente en 1680, cuando nuestro poeta ya era considerado un prestigioso humanista, le encargaron dos obras que se publicaron el mismo año:Teatro de virtudes políticas y Glorias de Querétaro. Junto con esta última obra, Sigüenza aprovechó para reimprimir la Primavera e incluso la corrigió puesto que agregó dos octavas reales más (la edición de 1668 constaba de 77 octavas y la de 1680 tenía 79).
Pérez Salazar pensó que el mecenas de la edición de 1668 fue Pedro Velázquez de la Cadena —el mismo que pagó la dote de Sor Juana Inés de la Cruz para que entrara al convento de San Jerónimo—, debido a que el poeta le dedica a él su poema mariano y era común en la época que las creaciones literarias se dedicaran a aquellas personas que se encargaban de solventar o proteger la figura del artista; por otro lado, el padre del poeta trabajaba con Pedro de la Cadena. Respecto a la versión de 1680, la más conocida por ser la última voluntad del autor (puesto que la corrigió en vida), la utilizan los estudiosos como texto definitivo; en cuanto a la diferencia de las dos publicaciones, Tadeo Stein nos aclara que: "a nivel textual estas dos ediciones presentan un número considerable de variantes: sin contar vacilaciones ortográficas ni de puntuación, se registran alrededor de 60.
El poema apareció durante el siglo XVII y la mitad del XVIII en todos los catálogos guadalupanos dispuestos a partir de 1688; sin embargo a partir de la segunda mitad del siglo XVIII hasta inicios del siglo XX el poema cayó en el olvido como la mayoría de los poemas escritos en el barroco americano y en las ocasiones que se leyó se atacó su estilo evidentemente gongorino.Esto promovió que algunos autores se apropiaran de los versos y los plagiaran en sus obras, o como diría Alfonso Méndez Plancarte, le "rindieran homenaje"; tenemos dos ejemplos claros: José Luis Velasco y Arellano en 1711 y  Francisco José de Soria.

## Resumen
Sigüenza propone una lectura completamente criolla del evento de la aparición de la Virgen de Guadalupe, desde el principio nos remite al lugar en donde sucedió el milagro de la aparición, México. A través de las primeras octavas nos describe un lugar paradisiaco digno de los designios divinos; posteriormente nos narra las cuatro apariciones de la Virgen al indio mexicano Juan Diego Cuauhtlatoatzin en el año de 1531 en el cerro del Tepeyac; también desarrolla el milagro del crecimiento de rosas en el monte en diciembre y el retrato pintado de la virgen en el ayate del indio.
Joaquín A. Peñalosa propuso una síntesis muy clara del poema: Introducción: el poeta como en los cantos épicos, suplica el divino furor de la inspiración, confiesa su recato temeroso al alzar tan soberano canto y pide a María que purifique sus labios (octavas 1-7). 2) Tiempo y lugar donde será la Aparición: el invierno, el monte del Tepeyac de “incultas breñas”, el arroyo “breve sierpe”, la laguna, México florido y opulento (8-37). 3) El ángel viene del cielo a anunciar a México la dicha que tendrá con la Aparición de María, mientras otras naciones –Alemania, Inglaterra, Francia- se miran desgarradas por el cisma y la herejía (38-45). 4) La Aparición de la virgen de Guadalupe evocada en los sucesos más importantes (46-57). 5) Descripción de la imagen (58-67). 6) Canto a la imagen florida y su eterna primavera (59-72). 7) Final: ante tanto prodigio, no queda sino suspender la pluma (73-79).

## Género literario
El género literario al que pertenece el poema es el Lírico, el subgénero es el poema épico que se caracteriza por ser extenso y relatar una historia. Investigadores como Georgina Sabat de Rivers o Daniel Torres lo inscriben también en el poema histórico-religioso, debido a su carácter de verdadero puesto que hay documentación en el vaticano que respalda este milagro: "en Primavera Indiana persiste este carácter profundamente religioso sin que entre en conflicto con el científico que era Sigüenza. Incluso en la descripción que hace del manto guadalupano percibimos la química y la alquimia de su concepción en el momento mismo de la impregnación de la imagen en la tilma."  Cabe mencionar que el poema responde a toda una tradición de Lírica mariana heredada desde la Edad Media europea cuyo tema principal, como su nombre lo precisa, es la virgen (en sus diferentes advocaciones), los milagros que ha realizado, el perdón o intercesión de ella por nosotros ante dios. 

## Métrica
Cuando expresamos que un poema tiene largo aliento o es de largo alcance, nos referimos a que tiene una extensión considerable, aunque no hay una medida precisa, es un poema largo elaborado con muchos versos. En este caso, el poema del sobrino de Luis de Góngora consta de 79 octavas reales, estrofa italiana —también llamada octava rima, introducida por Boscan en el Renacimiento— de arte mayor con rima consonante de ocho versos con once sílabas cada uno cuya rima queda estructurada de la siguiente manera: ABABABCC.  Regularmente, dentro de la tradición, este tipo de estrofa se utilizaba para poemas que desarrollan principalmente temas sublimes, altos, como la épica de guerra. 
“Esta estrofa tuvo gran difusión en el Barroco, en el que se reservó para los grandes poemas narrativos de carácter culto. También se usó, como ocurrió en italiano, en poemas líricos y bucólicos. A partir de esta época se sustituye su empleo en los poemas épicos por los largos poemas mitológicos, como la Fábula de Polifemo, de Góngora." 
En este caso, el poema sin duda alguna tiene un tono alto, sublime, —no es gratuito que nuestro joven poeta haya elegido ese tipo de metro, en la época y todavía hasta bien entrado el siglo XIX la forma del poema respondía al fondo o contenido— la aparición de la virgen se narra como toda una hazaña y aunque no podríamos considerarla dentro de la fábula mitológica porque el culto guadalupano en América se remonta al siglo XVI y en los siglos posteriores ya existe un verdadero fervor mariano, sí adquiere muchas de sus características para narrarla.

## Influencias literarias
El poema tiene un precedente novohispano que todos los escritores de la época conocían debido a su influencia adoctrinadora: el Nican mopohua la principal fuente de donde se conoce la historia de la aparición; mas no es seguro que Sigüenza se haya basado en este para elaborar su poema, “en cambio es bastante probable que Sigüenza haya leído el sermón de Joseph Vidal de Figueroa, Teórica de la prodigiosa imagen de la Virgen de Guadalupe… (México, Juan ruiz, 1661), predicado en la ermita del Tepeyac el 12 de diciembre de 1660." Hay que tener en cuenta, que la influencia de Luis de Góngora en todos los poetas de habla hispana que lo sucedieron, por lo menos hasta mediados del siglo XVIII, es profunda y muy evidente. Carlos de Sigüenza y Góngora no fue la excepción: a lo largo de su obra se aprecia profundamente la influencia en las imágenes, la construcción de conceptos complejos y la alteración sintáctica concienzuda, por nombrar algunas características.